# 円山まどか
円山 まどか（まるやま まどか、1990年3月12日 - ）は日本の小説家。2011年5月、講談社BOXよりデビュー。

## 略歴
2011年2月、『自殺者の森』で第8回講談社BOX新人賞“Powers”のPowersを受賞。同年5月、講談社BOXのアンソロジー『Powers Selection［新走］』に収録された短編「木の葉に回すフィルム」でデビュー。その翌月、受賞作である『自殺者の森』が刊行された。

## 作品リスト
単行本
- 自殺者の森 Suicide Forest （講談社BOX、2011年6月、ISBN 978-4-06-283775-0） - イラスト：hakus
- 八月の底 （ディスカヴァー・トゥエンティワン、2015年6月、ISBN 978-4-7993-1721-1） - イラスト：なかやま

短編
- 木の葉に回すフィルム （『Powers Selection［新走］』、講談社BOX、2011年5月） - イラスト：hakus

ショートショート
- 夏、はじめました （講談社BOX編集部ブログ、2011年7月22日）
- ゆびさき怪談 一四〇字の怖い話（2021年7月 PHP文芸文庫） - ショートショート集

その他
- 羅川真里茂のマンガ作品『ましろのおと』（月刊少年マガジン）のノベライズ短編 （『月刊少年マガジン』2011年12月号および2012年5月号に掲載）